# Ihlow (Fläming)
Ihlow, även kallad Ihlow (Fläming), är en kommun och ort i östra Tyskland, belägen i Landkreis Teltow-Fläming i förbundslandet Brandenburg, 80 km söder om Berlin. Kommunen administreras som del av kommunalförbundet Amt Dahme/Mark, vars säte ligger i den närbelägna staden Dahme/Mark.
Till de viktigaste sevärdheterna i trakten räknas bykyrkorna i Ihlow och Bollensdorf. Ihlows medeltida stenkyrka är den enda bykyrkan i Fläming-regionen som har en dubbel tornspira.

## Kända invånare
- Immanuel Johann Gerhard Scheller (1735–1803), filolog och lexikograf.